# Ladislav Ilčić
Ladislav Ilčić (Varaždin, 4. kolovoza 1970.) hrvatski je akademski glazbenik (violinist), dopredsjednik političke stranke Hrvatski suverenisti i udruge Grozd – Glas roditelja za djecu.

## Životopis
Rođen je u Varaždinu 4. kolovoza 1970. godine. Otac mu je Stanko Ilčić, liječnik i bivši ravnatelj varaždinskoga Doma zdravlja, poznat i kao voditelj varaždinskoga crkvenog zbora Chorus liturgicus te dugogodišnji suradnik Varaždinske biskupije.
Diplomirao je na Glazbenoj akademiji u Zagrebu, na kojoj je kasnije završio i poslijediplomski studij. Zaposlen je u Simfonijskom orkestru HRT-a, a stalni je član i Varaždinskoga komornog orkestra. Član je nekoliko glazbeničkih stručnih udruga te u nekoliko mandata i član Umjetničkog vijeća Simfonijskoga orkestra HRT-a. Bio je povremeni član mariachi sastava "El combo".
Jedan je od osnivača, a od 2008. godine i predsjednik udruge Grozd – Glas roditelja za djecu, koja se zalaže za unapređivanje kvalitete odgoja djece i poboljšanja položaja obitelji u suvremenom društvu. Jedan je od podupiratelja građanske inicijative U ime obitelji, koja je prikupila 749,316 potpisa građana za raspisivanje referenduma o ustavnom definiranju braka.
Predsjednik je stranke Hrast – Pokret za uspješnu Hrvatsku koji okuplja političke stranke, građanske udruge i pojedince tradicionalno,  konzervativno, nacionalno i demokršćanski usmjerene. Bio je nositelj liste Hrasta na prvim hrvatskim izborima za Europski parlament 2013. Iste godine bio je i kandidat Hrasta na izborima za gradonačelnika Varaždina na kojima je osvojio četvrto mjesto sa 7,89% glasova.
Predsjednik je Odbora za prosvjetu, zdravstvo i socijalnu skrb u Gradskom vijeću Varaždina.

## Vanjske poveznice
- Hrast: Ladislav Ilčić (životopis)
- GROZD – Glas roditelja za djecu